# Zellbach, Šentandraž v Labotski dolini
Zellbach je naselje v Občini Šentandraž v Labotski dolini v Okraju Volšperk na Koroškem v Avstriji.